# Класен, Нико
Николас Питер Класен (нидерл. Nicolaas "Nico" Pieter Claesen; род. 1 октября 1962, Маасмехелен, Бельгия) — бельгийский футболист, нападающий. Известен по выступлениям за «Гент», «Андерлехт» и сборную Бельгии. Участник чемпионатов мира 1986, 1990 годов, а также чемпионата Европы 1984 года.

## Клубная карьера
Класен начал карьеру в клубе «Патро Эйсден Масмехелен» из своего родного города. В 1982 году он перешёл в «Серен» и в первом же сезоне помог команде выйти в Жюпиле лигу. В следующем сезоне Нико с 22 мячами стал лучшим бомбардиром чемпионата Бельгии. После бомбардирских подвигов Нико заинтересовались многие клубы.
Летом 1984 года Класен перешёл в немецкий «Штутгарт». 25 августа в матче против «Айнтрахта» он дебютировал в Бундеслиге. В середине сентября в поединке против «Арминии» Нико сделал хет-трик. В 1985 году Класен вернулся на родину, где стал футболистом льежского «Стандарда». Он забивал в каждом третьем матче и по окончании сезона английский «Тоттенхэм Хотспур», выкупил его трансфер за 600 тыс. фунтов. 11 октября 1986 года в поединке против «Ливерпуля» Класен дебютировал в Премьер-лиге. Нико составил удачный дуэт с Клайвом Алленом.
В 1988 году Класен вновь вернулся в Бельгию, где заключил контракт с «Антверпеном». В 1992 году он помог клубу выиграть Кубок Бельгии. В том же году он покинул «Антверпен» и сезон выступал за «Беерсхот», после чего вернулся, но уже не смог реализовать свои бомбардирские качества. Нико забил всего 2 мяча в 31 матче. Класен перешёл в «Остенде», с которым вскоре вылетел из высшей лиги. После этого он покинул клуб и выступал за команды низших дивизионов «Синт-Никлас» и «Беринген». В последней Нико завершил карьеру 2000 году.

## Международная карьера
12 октября 1983 года в отборочном матче чемпионата мира 1984 года против сборной Шотландии Класен дебютировал за сборную Бельгии. В 1984 году он был включен в заявку национальной команды на участие в Чемпионате Европы во Франции. На турнире Нико сыграл во всех трёх матчах группового этапа против сборных Югославии, Дании и хозяев первенства Франции.
В 1986 году он впервые поехал на Чемпионат мира в Мексику. На турнире он принял участие во встречах против сборных Ирака, Мексики, Испании, Парагвая, Аргентины, СССР и Франции. Класен забил три мяча на мировом первенстве, отличившись в поединках против сборных СССР, Франции и Ирака.
В 1990 году он во второй раз принял участие в Чемпионате мира в Италии. На турнире Нико сыграл в матче против сборной Англии.

## Достижения
Командные
 «Антверпен»
- Обладатель Кубка Бельгии — 1992

Индивидуальные
- Лучший бомбардир Жюпиле лиге — 1983/1984
- Лучший бомбардир отбора к чемпионату Европы 1988 (7 голов)